# Kabupaten Pulau Taliabu
Kabupaten Pulau Taliabu (engelska: Taliabu Island Regency) är ett kabupaten i Indonesien.   Det ligger i provinsen Maluku Utara, i den nordöstra delen av landet, 2 000 km öster om huvudstaden Jakarta. Kabupaten Pulau Taliabu ligger på ön Pulau Taliabu.